# Gabriel Zero
 (juin 2021).
Si vous disposez d'ouvrages ou d'articles de référence ou si vous connaissez des sites web de qualité traitant du thème abordé ici, merci de compléter l'article en donnant les références utiles à sa vérifiabilité et en les liant à la section « Notes et références ».
Gabriel Zero est un réalisateur de films pornographiques italien.

## Biographie
Italien, cousin germain de Rocco et homme fantôme. Il a tout abandonné et a changé sa vie pour suivre Rocco dans l'univers du porno. Après avoir échoué dans sa carrière d'acteur hard, il assume une multitude de rôles envers son cousin: assistant, scénariste, photographe de scène, meilleur ami et indispensable alter ego. Ensemble, ils ont réalisé plus d'une centaine de films.

## Filmographie

### En tant que réalisateur
- 1998 : Triple X Files 9 : Hyapatia
- 1999 : La Vérité si tu bandes !
- 2000 : L'Hard fatal
- 2001 : 18 Chattes à défoncer
- 2001 : Rocco's Way to Love
- 2002 : 18 salopes à enculer
- 2002 : Les 24 heures du gland
- 2002 : Seigneur des Anus
- 2004 : A nous les petites Africaines[2]

## Récompense et nominations
- 2000 : Hot d'or du meilleur nouveau réalisateur européen.